# Rama do obrazu

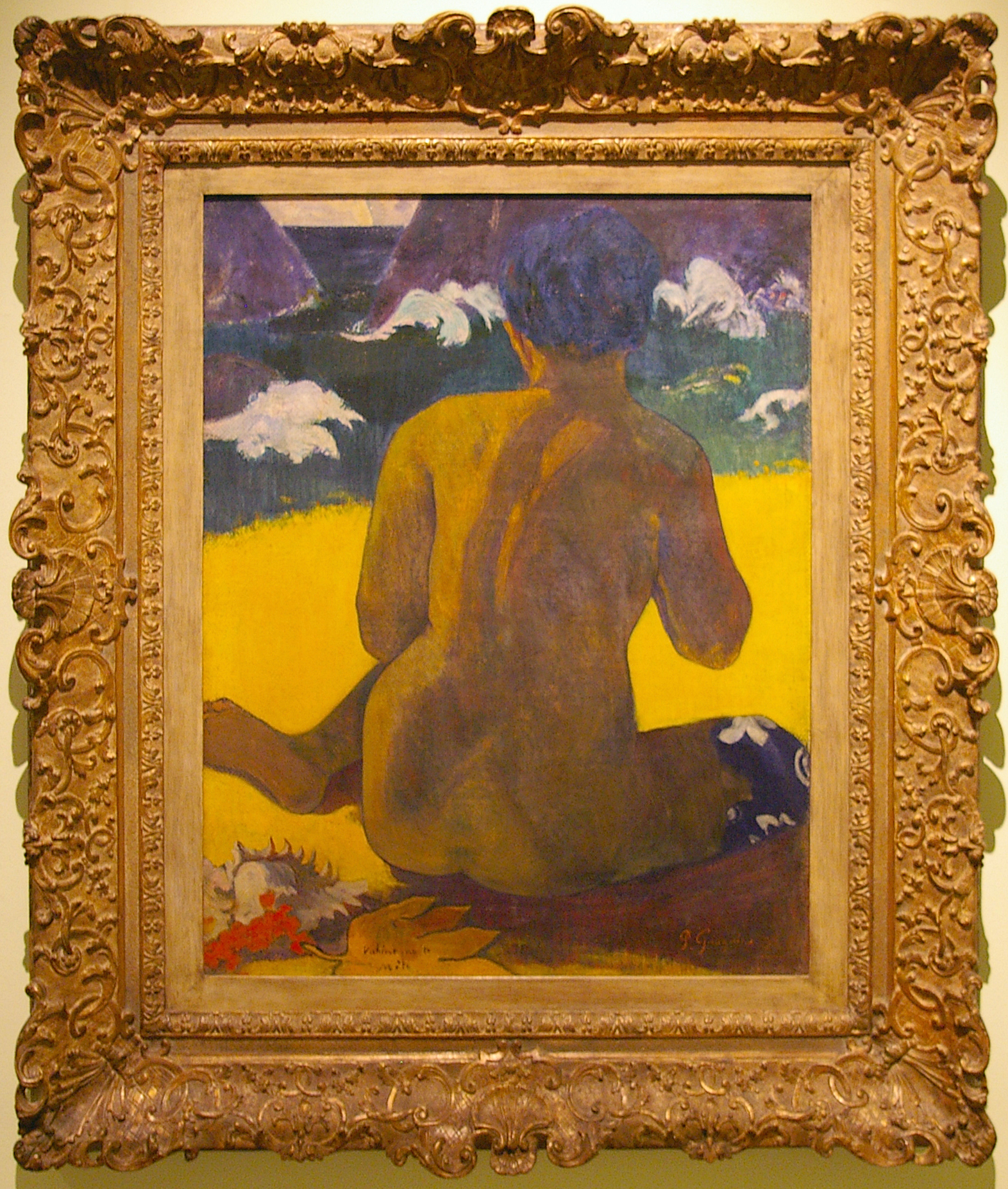
Paul Gauguin, Vahine no te miti (1892) we francuskiej ramie narożnikowo-środkowej w stylu Ludwika XIV

Rama do obrazu – przedmiot, wyrób rzemiosła lub utwór artystyczny, czasem element kompozycji obrazu; rama podkreśla kadr, wyznacza granicę obrazu.
Rama, oprawa, obramowanie, obramienie pełni wobec obrazu funkcje techniczne oraz estetyczne. Dobrze wykonana rama stabilizuje płaszczyznę, zabezpiecza krawędzie obrazu, chroni warstwę malarską przed uszkodzeniem. Kolor, ornamentyka, profil ramy oddzielają dzieło artysty od świata zewnętrznego, jednocześnie tworząc symboliczne okno, bramę do świata wyobraźni twórcy. Ramy prawidłowo dobrane do obrazu wspomagają percepcję dzieła, wzmacniają jego oddziaływanie. W kulturze europejskiej rama do obrazu ma historię sięgającą czasów antycznych i unikalną w skali światowej.

## Formy

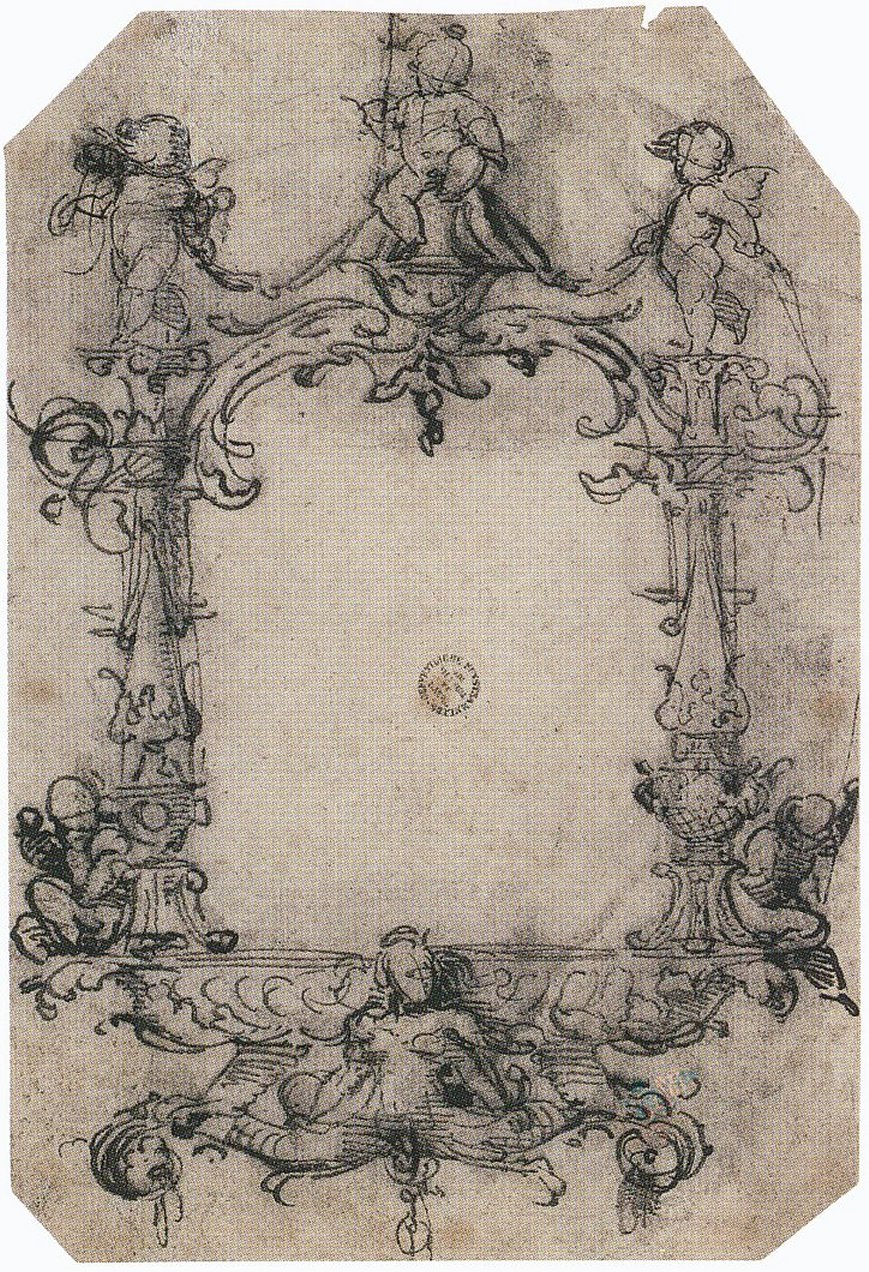
Projekt ramy Hansa Holbeina Młodszego

Współcześnie (rok 2016) najczęściej spotyka się ramy prostokątne, wykonane ze złożonych na narożnikach drewnianych listew ramiarskich. Używane są także ramy okrągłe, owalne, wielokątne, powtarzające różne nietypowe kształty obrazów. Ramy robi się z drewna, metalu, stiuku, kamienia, skóry, papieru czy tworzywa sztucznego. Profile listew wykonuje się przez frezowanie, struganie lub odlewanie. Bogata ornamentyka może być rzeźbiona lub dokładana po odlaniu, odciśnięciu w formach. Ornamenty figuralne, liściaste, geometryczne dodaje się dla podkreślenia symboliki obrazu lub efektów artystycznych. Ramy są malowane i złocone z zastosowaniem różnych technik malarskich i pozłotniczych. Mogą być zaopatrzone w okucia, ułatwiające montaż obrazu i zawieszanie na ścianie; dawniej bywały wyposażane także w karnisze, na których wieszano tkaninę, służącą do zasłaniania obrazu. Na ramie do obrazu rozpinano czasem także płótno malarskie. Obecnie służy do tego prosta, rozprężna rama nazywana krosnem, blejtramem.

## Ramy w okresie antycznym

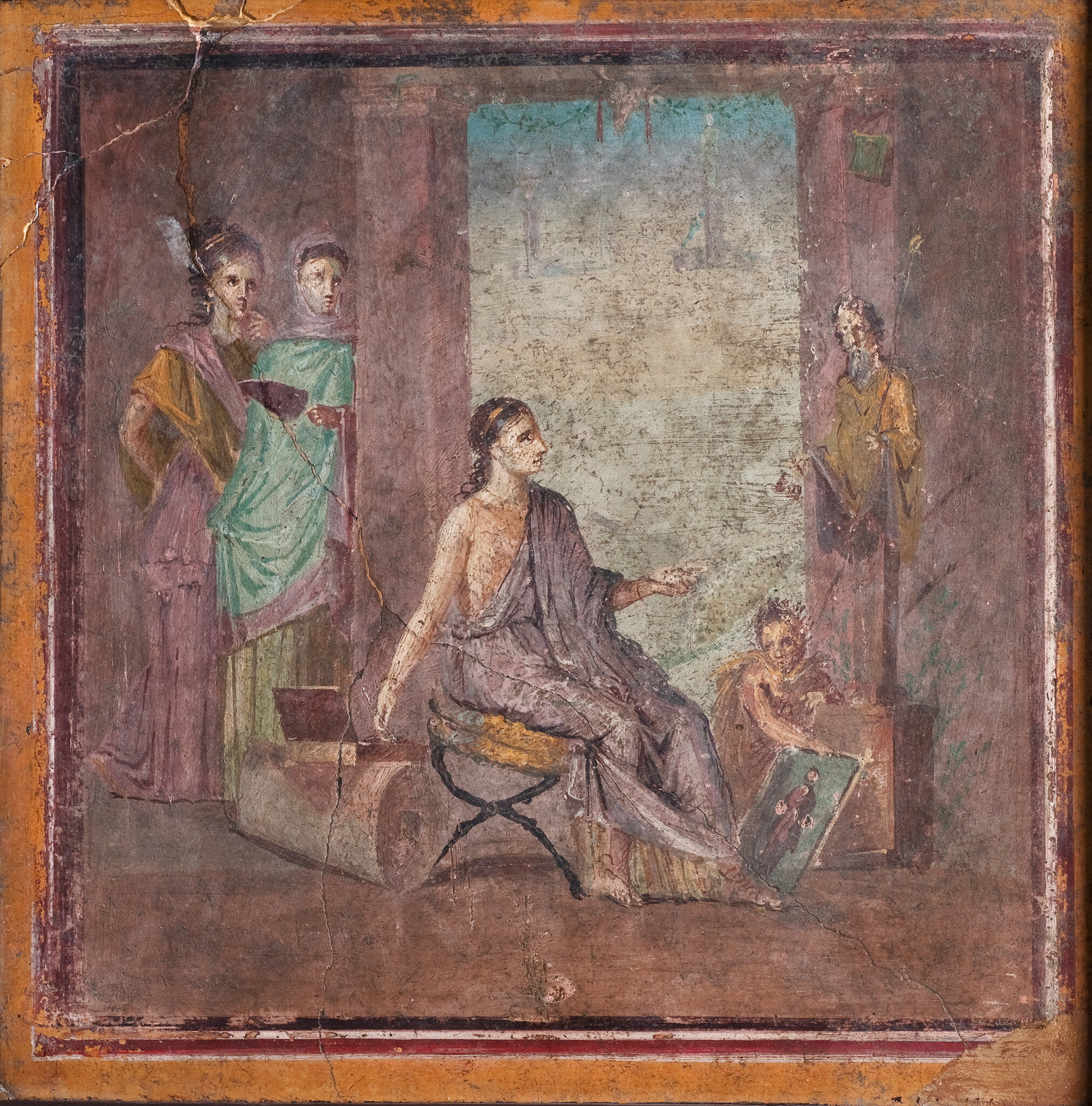
Fresk, Pompeje, 79–50 rok p.n.e., malarz przed malowaną figurą i obrazem w ramie krzyżakowej

W czasach antycznych wykonywano ramy z drewna, stiuku, kamienia i metalu, także ramy malowane. Można wyróżnić w tym okresie trzy podstawowe formy ramy do obrazu:
- rama architektoniczna – wzorowana na elementach architektury, stosowana do oprawy wyobrażeń malowanych już w starożytnym Egipcie[2],
- rama krzyżakowa – złożona z prostych listewek połączonych krzyżowo na narożach, znana głównie z przedstawień w malarstwie pompejańskim i antycznej literatury[3],
- rama płaska – wzorowana na oprawie woskowych tabliczek do pisania, początkowo stanowiła nieodłączny fragment konstrukcji obrazu malowanego na drewnie[4].

## Ramy w Europie
- We wczesnym średniowieczu ramy towarzyszyły przedstawieniom płaskorzeźbionym w kości, portretom miniaturowym lub ilustracjom malowanym w rękopisach. Stosowano bogate i pełne symboliki malowane obramienia w malarstwie iluminatorskim. Ornamentyka i kształty tych przedstawień bywały wzorem dla ramiarzy projektujących swoje wyroby w późniejszych czasach[5]. Obrazy tablicowe, ikony także oprawiano w ramy. Początkowo były stosowane ramy płaskie, montowane do tablicy malarskiej w celu stabilizacji płyty i zabezpieczenia partii licowej obrazu przed zniszczeniem. Z czasem profil i zdobnictwo ramy płaskiej uległy rozwinięciu.
- Rozwój obrazu tablicowego w malarstwie chrześcijańskim pociągnął za sobą także rozwój form stosowanych do oprawy takich obrazów. Oprawa obrazu-tablicy, pierwotnie ustawianego na stole-ołtarzu w kościele, z czasem zmieniła się w rozbudowaną konstrukcję architektoniczną. Elementy ołtarza, retabula stanowiły bogatą oprawę zespołu obrazów, płaskorzeźb i rzeźb. Ołtarze szafiaste, ołtarze poliptyczne często wyglądają jak grupa złożonych ze sobą, oprawionych w ramy pojedynczych obrazów tablicowych. Podobnie, jako oprawa kolekcji obrazów, mogą być postrzegane konstrukcja i zdobienia ikonostasu w cerkwi[6].
- W okresie gotyku architektoniczne ramy do obrazów budowało się wzorem elementów architektury ówczesnych kościołów lub kaplic. Rzeźbione były strzeliste wieżyczki, wsparte na kręconych lub prostych kolumnach, szczyty i maswerki[7]. Ramy były zdobione puncowaniem, rytowane, malowane i złocone razem z obrazem. Złocenia pozostały na ramach nawet w czasach, gdy już nie stosowano ich na obrazach[8].
- W okresie renesansu nastąpił rozwój ramy płaskiej, kasetowej[9], profilowanej oraz ramy architektonicznej wzorowanej m.in. na architekturze modnego we włoskich kościołach renesansowego tabernakulum[10]. Coraz częściej malarstwo, a także ramy były wykonywane dla świeckich klientów i miały świecką tematykę[11]. Pojawiły się zdobione wieńcami owoców i liści ramy okrągłe, tonda. Okres manieryzmu przyniósł rozwój form rzeźbiarskich, ramy liściaste, ornamenty okuciowe, ornamenty amorficzne wykonane jakby z naciągniętej skóry. Złocenia lub srebrzenia uzupełniają: polichromia, imitacje marmurów i kamieni szlachetnych. W weneckim ramiarstwie używało się do zdobienia ornamentów wyciskanych z form, z masy pastiglia[12]. Pojawiła się też moda na ramy projektowane przez znanych artystów. Ramy typu Sansowino[13], Clouet[14], Barile[15][16], Herrera[17] biorą swoje nazwy od znanych malarzy, snycerzy czy architektów. Ramy projektowali takiej miary artyści-malarze jak: Lippi, Durer, Holbein, później Rembrandt[18].
- W okresie baroku modne i stosowane były rozbudowane ramy listwowe typu Rosa[19], Maratta[20]. W Hiszpanii i krajach Ameryki Południowej obrazy oprawiało się w profilowane ramy, zdobione liściastymi narożnikami i środkami oraz bogatymi kartuszami. We Francji modne były ramy zdobione wieńcami liści w stylu Ludwika XIV[21] oraz bogate w rozbudowaną symboliczną ornamentykę ramy trofealne. Podobnie w Wielkiej Brytanii portrety bywały oprawiane w zdobione wolutami i zwojami liści ramy typu Sunderland[22][23]. W Niderlandach do oprawy obrazów stosowało się zarówno bogate rzeźbione ramy typu Lutma, jak i skromniejsze w wyrazie, profilowane, wykonywane przez ebenistów ramy czarne[24].

- W okresie regencji, we Francji obrazy oprawiano m.in. w pokryte drobnym rytmicznym ornamentem, bardzo popularne ramy typu Berain. W Niemczech w Monachium pojawiły się ramy projektowane przez dworskiego architekta Josepha Effnera, wykształconego na dworze francuskim[25].
- W okresie rokoka ramy do obrazów utraciły barokową symetrię, pojawił się ornament rocaille. Ramy, obok bogatego zdobnictwa, zyskały wcześniej niespotykane formy i kształty, ukrywające listwowy charakter drewnianego tworzywa. Dominował styl Ludwika XV. W ramy narożnikowo-środkowe[26] wzorowane na francuskich „Ludwikach” oprawiało się obrazy w całej Europie. We Włoszech stosowano ramy typu Canaletto, podobne do angielskich Lely[27]. Złoceniom towarzyszyła biel, chłodna zieleń, błękity. Modne stało się wzornictwo i wykończenia pochodzące z krajów Dalekiego Wschodu, Chin i Japonii.
- W okresie klasycyzmu czy empire, pod wpływem mody wzorowanej na ornamentyce antycznej, ramy otrzymały spokojniejsze geometryczne kształty, głęboki profil scotia i rytmiczne wzory żłobkowań, wolich oczu, kimationów, palmet czy perełek. Girlandy liści czy kwiatów były podtrzymywane przez przewiązki i kokardy. Na powierzchnię ram nakładano złocone metalowe ornamenty[28]. Stosowano złocenia w technice pulmentowej, matowe i polerowane w wielu odcieniach złota lub werniksowanego srebra.
- XIX wiek przyniósł rozwój rzemiosła ramiarskiego. Wraz z często zmieniającą się modą powróciły dawne style historyczne. Listwy i ramy były produkowane w małych pracowniach i dużych warsztatach przemysłowych. Wzory ornamentalne wytwarzano masowo z gipsu i masy ramiarskiej. Wraz ze spadkiem cen szkła modne stało się oprawianie „za szkło” obrazów na papierze, grafik, akwarel i fotografii. Do ich oprawy stosowane były cienkie, delikatne listwy i kartonowe passe-partout. W Rosji do oprawy pojedynczych ikon używało się rzeźbionych i złoconych ram skrzynkowych, także zaopatrzonych w szkło. Moda na obrazy i reprodukcje obrazów oprawionych w ramy rozprzestrzeniła się na całym świecie. Ramy projektowali znani malarze: Karl Friedrich Schinkel[29], Franz von Lenbach, William Holman Hunt, Dante Gabriel Rossetti, James Neill Whistler[30].
- Na przełomie XIX i XX wieku nowe prądy w malarstwie pozwoliły spojrzeć inaczej także na oprawę obrazów. Aktywni w projektowaniu, dobieraniu ram byli tacy malarze jak: Franz von Stuck, Klimt, Van Gogh, Pissarro, Degas, Seurat i wielu innych[31]. Ostatnie wielkie style w zdobnictwie, secesja i art déco, miały spory wpływ także na ramy do obrazów, grafik czy fotografii. Wielu artystów porzuciło ramy lub stosowało do oprawy cienkie drewniane lub metalowe listwy w różnych kolorach. Pod koniec XX wieku pojawiły się masowo wytwarzane ramy z tworzyw sztucznych.

Pierwsza wystawa pokazująca ramy do obrazów bez obrazów, jako przedmioty kolekcjonerskie, odbyła się w 1929 roku w berlińskim Künstlerhaus.

## Rama do obrazu miniaturowego

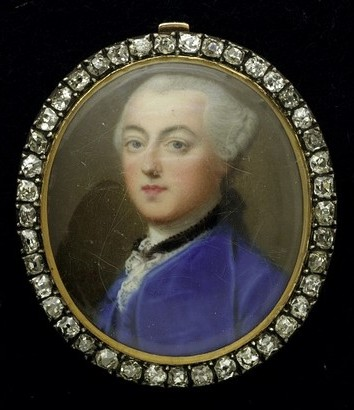
Gervase Spencer, 1757, obraz miniaturowy w oprawie jubilerskiej

Obrazy małych rozmiarów, miniaturowe, znane były już w starożytnym Rzymie. Malarstwo tego typu rozwinęło się w XVI wieku. Do miniaturowych portretów czasem wykonywano kosztowne oprawy z zastosowaniem metali i kamieni szlachetnych. Modne były też oprawy drewniane, wykładane płytkami kości słoniowej, czy kosztownymi okładzinami z drewna. Do oprawy miniatur używano także większych ram stylowych z zastosowaniem passe-partout obciągniętego aksamitem.

## Oprawa grafiki, obrazów na papierze, zdjęć
Moda na oprawę obrazów na papierze, map, grafik, malarstwa pojawiła się właściwie dopiero w XVIII wieku i była związana z jakością i cenami szkła. Introligatorzy lub sami artyści wykonywali z papieru lub tektury passe-partout, często pięknie malowane i liniowane. Kartonowe passe-partout do prac na papierze stosowano już od XVI wieku. Zadaniem tej tekturowej bordiury była ochrona dzieła sztuki w czasie transportu lub przechowywania w szufladzie czy tece. W ramach, w oprawie za szkłem, passe-partout pojawiło się później.
Także współcześnie, wykonane z bezkwasowej tektury passe-partout daje dystans od szkodliwej dla papieru drewnianej ramki i oddala płaszczyznę obrazu od szyby, która mogłaby uszkodzić warstwę malarską, na której może skraplać się para wodna. Dodawane do obrazu passe-partout tworzy także artystycznie dobrane kolorowe tło, potrzebne dla właściwej ekspozycji dzieła sztuki. Używane są różne typy passe-partout: angielskie, francuskie, wiedeńskie lub fałszywe. Nieżyjący już grafik Eugeniusz Get-Stankiewicz stosował wydzierane passe-partout tzw. „oszmiańskie”. W oknie passe-partout czasem osadza się cienką złoconą lub malowaną ramkę, tzw. slip.
Do oprawy używa się szyb klasy float o grubości około 2 mm lub cieńszych, szyb matowanych, rozpraszających światło lub szyb muzealnych, które znacząco zmniejszają ilość refleksów czy chronią pracę artysty przed promieniowaniem UV (zob. szkło). W użyciu są także przeźroczyste płyty z tworzyw sztucznych (zob. szkło akrylowe).
Obrazy na papierze lub zdjęcia oprawiano w nieco inne ramy niż te używane do oprawy obrazów tablicowych lub obrazów na płótnie. Stosowane są najczęściej cienkie, drewniane lub metalowe ramki, złocone lub malowane. Oprawa powinna być szczelna, by chronić wrażliwy na uszkodzenie lub zabrudzenie obraz na papierze. Modne są ramki fornirowane szlachetnymi gatunkami drewna z czarnymi kwadratami w narożach, „ramy wiedeńskie” z zaokrąglonymi rogami lub tzw. „ramy bez rogów”.
Pierwsze fotografie-dagerotypy oprawiano w zamykane, ozdobne etui, podobne do modnych ówcześnie opraw portretów miniaturowych. Zamknięcie pozwalało chronić wrażliwą na światło warstwę emulsji światłoczułej. Później do oprawy fotografii na papierze stosowano ozdobne oprawy i ramki wykonywane z bardzo różnych materiałów: drewna, metalu, skóry, porcelany, szkła, papieru-mache i tworzywa sztucznego. Ramki te można było wieszać na ścianach mieszkań lub – wyposażone w specjalne stojaki – ustawiać na meblach. Odlewane w metalu ozdobne ramki do zdjęć fotograficznych były niezwykle popularne pod koniec XIX wieku. W czasach secesji i art déco powstało wiele ciekawych wzorów opraw i ramek do oprawy fotografii. Niektóre z tych obiektów osiągają wysokie ceny na aukcjach kolekcjonerskich.

## Ramka elektroniczna do zdjęć
Ramki elektroniczne do ekspozycji zdjęć cyfrowych, faktycznie będące oprawą niewielkiego monitora, nawiązują swoim wzornictwem do opraw fotografii na papierze.

## Wytwórcy ram – ramiarze
Malarze mieli ogromny wpływ na ramy, w które oprawiano ich dzieła. W okresie średniowiecza malarz sam wykonywał ramę lub zamawiał ją u stolarza czy snycerza. Po zamontowaniu w ramie tablicy obrazu, artysta gruntował, złocił i malował obraz razem z ramą. Tak wykonana oprawa była nieodłącznym elementem obrazu. Praktykę tę potwierdzają zachowane statuty cechów malarskich. Wielcy malarze byli często projektantami ram. Rzeźbione ramy z drewna wykonywali znakomici snycerze lub ramiarze. Łączone bywały zawody ramiarza i pozłotnika, oraz listwiarza (wytwórcę listew do ram) i pozłotnika. Ramy do obrazów wykonywali także ebeniści, rzeźbiarze w kamieniu, sztukatorzy, repuserzy (trudniący się rodzajem metaloplastyki – techniki kucia na zimno). Jubilerzy czy złotnicy tworzyli ramy do obrazów miniaturowych. W XIX wieku oprawą obrazów za szkło zajmowały się zakłady szklarskie i ramiarskie.

## Ramiarze w Polsce

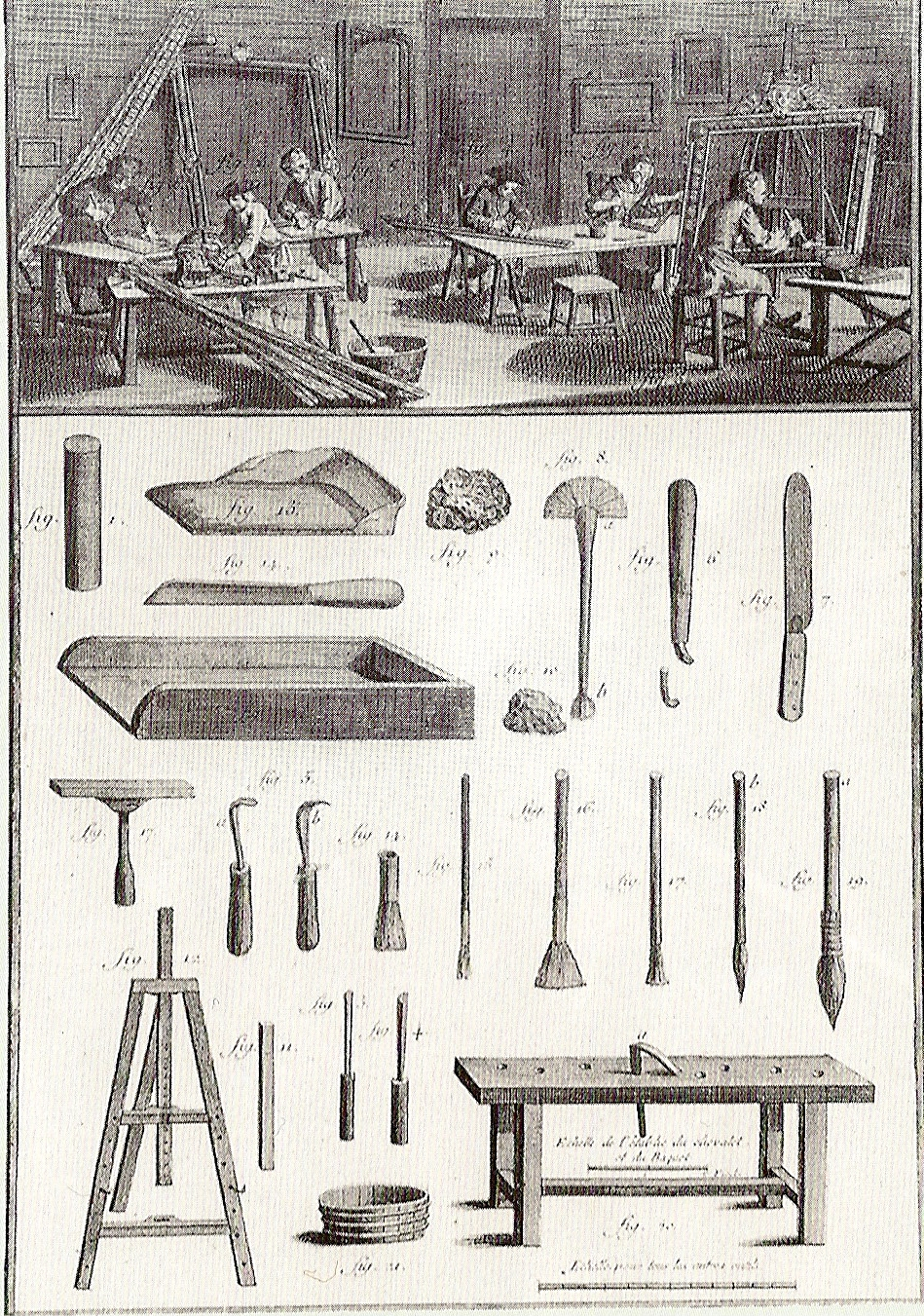
Warsztat ramiarski i narzędzia XVIII w., Diderot, d’Alembert, Wielka encyklopedia francuska

Większość eksponowanych w muzeach ram do krajowego malarstwa to wyroby anonimowych mistrzów – snycerzy, rzeźbiarzy, pozłotników, ramiarzy. Ramy do wielu obrazów były zamieniane, wykonywane powtórnie, przycinane, wielokrotnie przemalowywane i przezłacane.
W zachowanych dokumentach można odnaleźć snycerzy wykonujących ramy do obrazów, np. Adrian Karffycz (Korvick) – działający w pierwszej połowie XVI wieku na Dworze Artusa i Jerzy Hankis – działający na przełomie XVII i XVIII wieku, projektowali i wykonywali zapewne zarówno ołtarze, jak i ramy do obrazów.
Józef Deibel, nadworny snycerz i ramiarz elektora saskiego, który dla galerii drezdeńskiej wyrzeźbił przeszło 400 ram, działał w Warszawie i Brodach, a jego syn, Franciszek Ksawery Deibel, rzeźbił m.in. ramy w Warszawie.
W XVIII wieku ramy wykonywali m.in. Johann Haweman (nadworny snycerz Stanisława Augusta), Henryk Dietz i Grzegorz Dzikowski w Warszawie, a Wojciech Jabłoński w Białymstoku.
W XIX wieku w Warszawie działały duże firmy ramiarskie i pozłotnicze: La Chapel Guniot, Jana Fiszera, Henryka Heinze i Fryderyka Bliklego. Ramy do swoich obrazów projektował Jan Matejko. Na przełomie XIX i XX wieku w Warszawie listwy do ram, jak je wtedy nazywano „bagiety”, produkowała m.in. parowa fabryka W. Domańskiego i S. Zabłockiego. We Lwowie ramy do obrazów i złocenia wykonywali obok wielu innych, Stanisław Jamroż, Jakub Altberg, Wojciech Domański, Maurycy Fischler i Walenty Jakóbiak.
Po II wojnie światowej, w PRL-u, obok wielu małych zakładów rzemieślniczych, działała jedna duża wytwórnia ram: Introligatornia i Ramiarnia Domu Książki we Wrocławiu. Pracownię artystyczną w tej firmie prowadził lwowski mistrz Józef Stoncel.